# Sjarhej Jaromka
Sjarhej Valer'evič Jaromka (in bielorusso Сяргей Валер’евіч Яромка?; Minsk, 7 aprile 1967) è un allenatore di calcio ed ex calciatore bielorusso, di ruolo attaccante.

## Palmarès

### Giocatore

#### Club
- Campionato bielorusso: 1

MPKC Mazyr: 1996
- Coppa di Bielorussia: 1

MPKC Mazyr: 1996

#### Individuale
- Capocannoniere del campionato bielorusso: 2

1995 (16 gol), 1998 (19 gol)

### Allenatore
- Peršaja Liha: 2

Minsk: 2006, 2008